# Sturdza (Adelsgeschlecht)

Wappen des Hauses Sturdza

Das Haus Sturdza (auch Sturza, Stourza oder Stourdza; griechisch Στούρτζας) ist eine moldauisch-phanariotische Adelsfamilie, deren Ursprünge bis in das 15. Jahrhundert zurückreichen. Ihre Mitglieder spielten eine wichtige politische Rolle in der Geschichte Moldawiens, Russlands und später Rumäniens.

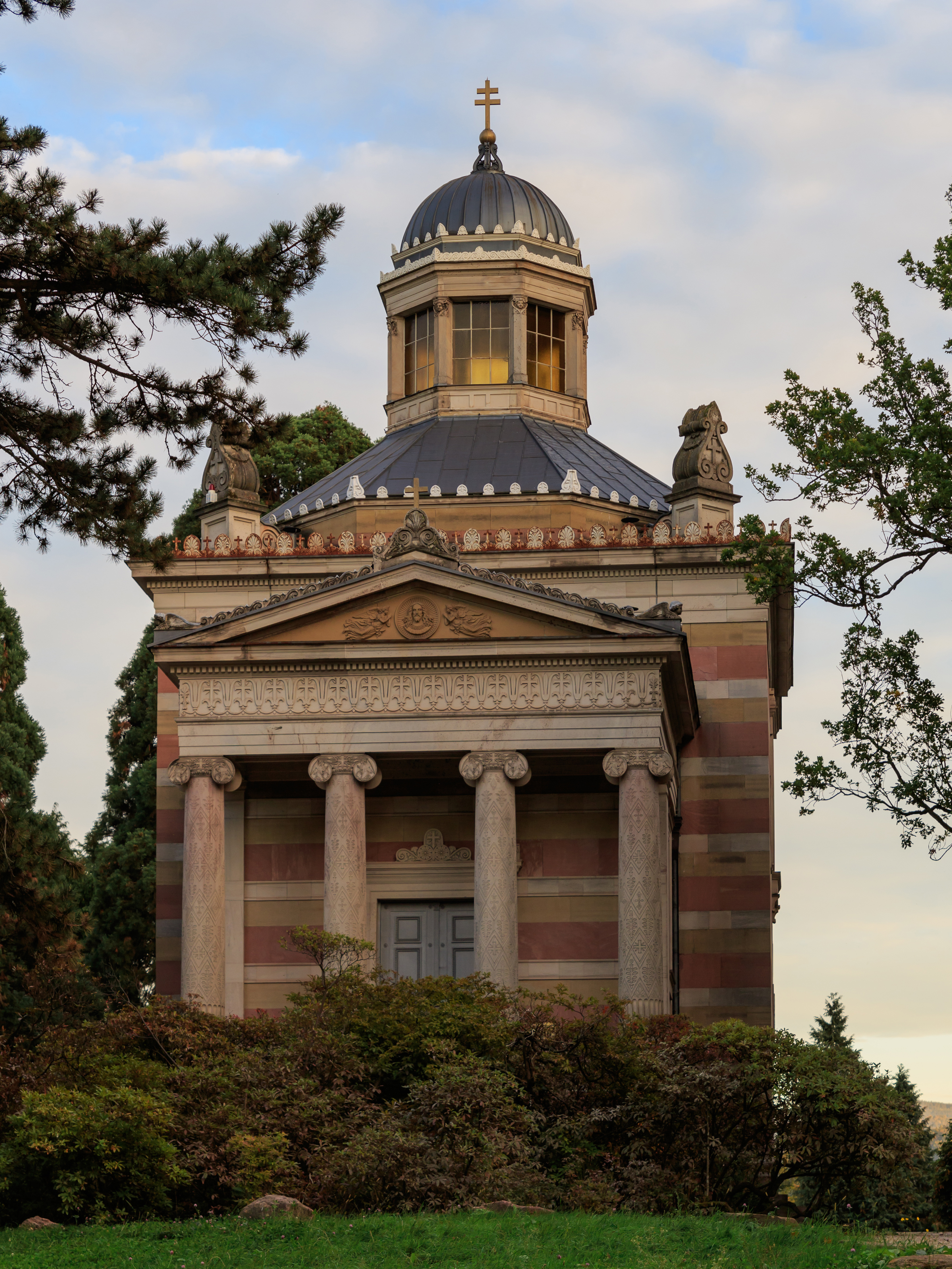
Stourdza-Kapelle auf dem Michaelsberg in Baden-Baden

## Geschichte
Das Fürstengeschlecht, vordem eine moldauische Bojarenfamilie, leitete sich in seiner Herkunftslegende von den ungarischen Thurzos ab, die im 15. Jahrhundert nach der Moldau gekommen und dort umfangreichen Besitz akkumulierten haben sollen, ihr Ahnherr sei angeblich Vlada Turzo, Hospodar der Moldau, gewesen. Aber diese heute kaum noch wiederholte Legende, die offenbar mehr Prestige verleihen sollte, weil die Thurzo im 16./17. Jahrhundert eines der reichsten und begütertsten Familien Ostmitteleuropas waren, ist wenig glaubhaft, weil die Thurzo im 15. Jahrhundert noch ein fast mittelloses Kleinstadelsgeschlecht in der ungarischen Provinz Stuhl der zehn Lanzenträger / Region Zips, heute in der Slowakei waren. 
Der erste mit Sicherheit fassbare Vorfahre des Geschlechts, der auch den Namen Sturdza führte, war Balitz Sturdza, genannt am 17. Januar 1495 in einer Urkunde Stephans des Großen von der Moldau. Ion St. (Sturzevici) war im Jahr 1540 Hofmarschall und zwischen 1540 und 1552 Burggraf von Hotin und Suceava. Am Berg Athos trat er als Stifter im Kloster Vatopedi auf. Möglicherweise gehörte zu den realen Vorfahren der Sturdza auch der Großpan Bârlă von Hîrlău, der 1387–1411 als Mitglied des Fürstlichen Rats von Moldau erwähnt wird.
Die Mitglieder des Geschlechts gehören zwei Hauptzweigen an, die entweder von Fürst Ioan Sturdza oder Alexandru Sturdza abstammen, den Söhnen von Chiriac Sturdza, die im 18. und 19. Jahrhundert lebten und als Gründer der fürstlichen Dynastie angesehen werden können.

### Regierungsaktive Mitglieder

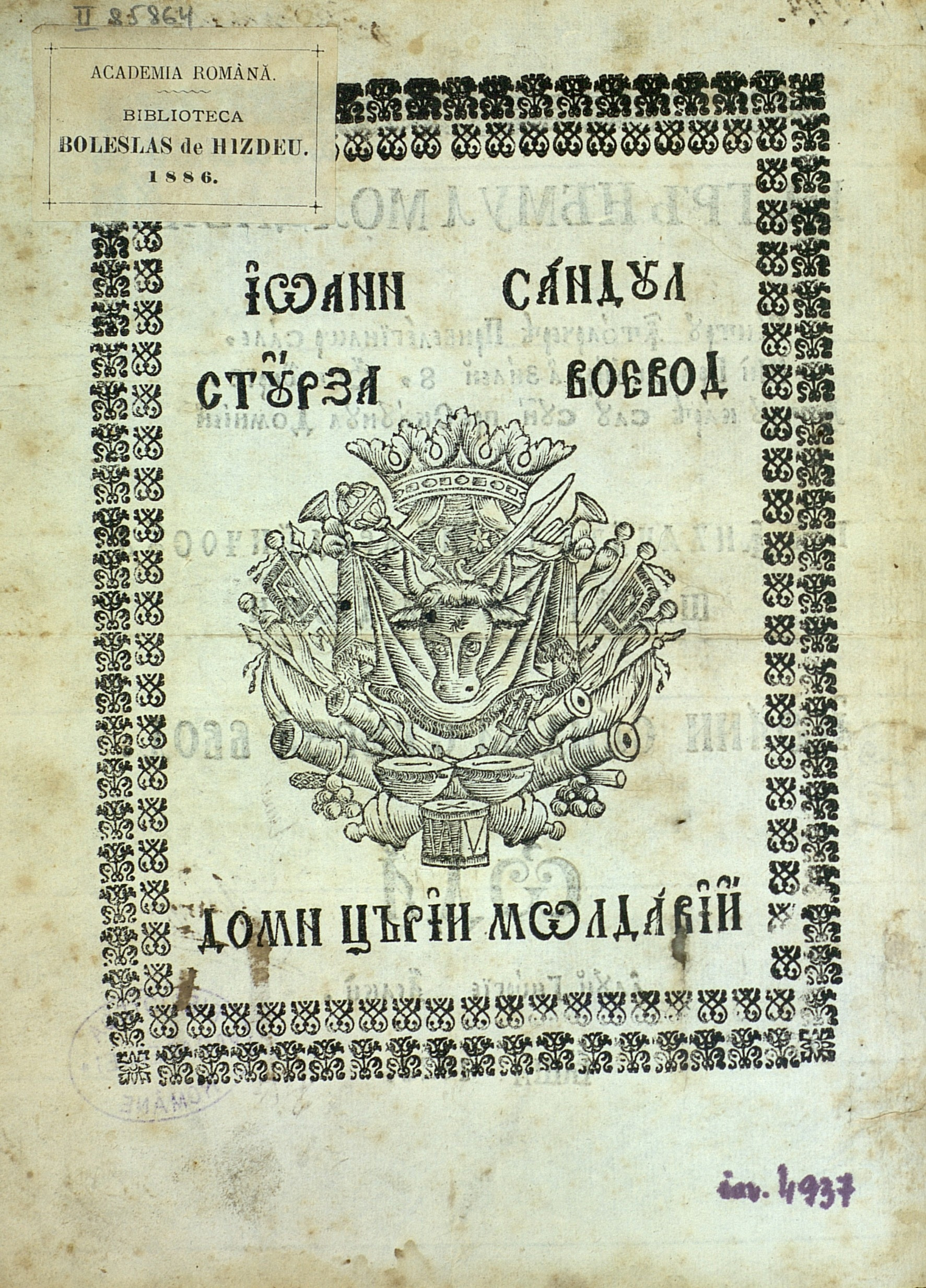
Wappen von Ioan Sturdza (1822)

- Ioan Sturdza, Fürst von Moldawien von 1822 bis 1828
- Michael Sturdza (1794–1884), Fürst von Moldawien von 1834 bis 1849
- Alexandru Sturdza, auch bekannt als Alexandre Stourdza (1791–1854), russischer Publizist und Diplomat
- Grigore Sturdza (1821–1901), Armeegeneral und Politiker
- Dimitrie Alexandru Sturdza (1833–1914), rumänischer Ministerpräsident
- Dimitrie C. Sturdza-Scheianu, (1839–1920), rumänischer Historiker
- Alexandru D. Sturdza (1869–1939), rumänischer Oberst, deutscher Spion, rumänischer Staatsmann
- Mihail R. Sturdza (1886–1980), rumänischer Außenminister
- Mihai Dimitrie Sturdza (1934–2020), rumänischer Historiker

### Andere Mitglieder
- Alexandru Sturdza (1791–1854), moldawischer Diplomat und Schriftsteller, Bruder von Roxandra S.
- Roxandra Sturdza (1786–1844), moldawische Prinzessin und Schriftstellerin
- Lucia Sturdza-Bulandra (1873–1961), Schauspielerin und Schauspiellehrerin
- Marina Sturdza (1944–2017), rumänische Prinzessin und Menschenrechtsaktivistin
- Constantin Sturdza (* 1989), Tennisspieler
- Dimitri Sturdza (* 1938), Tennisspieler

## Familiensitz

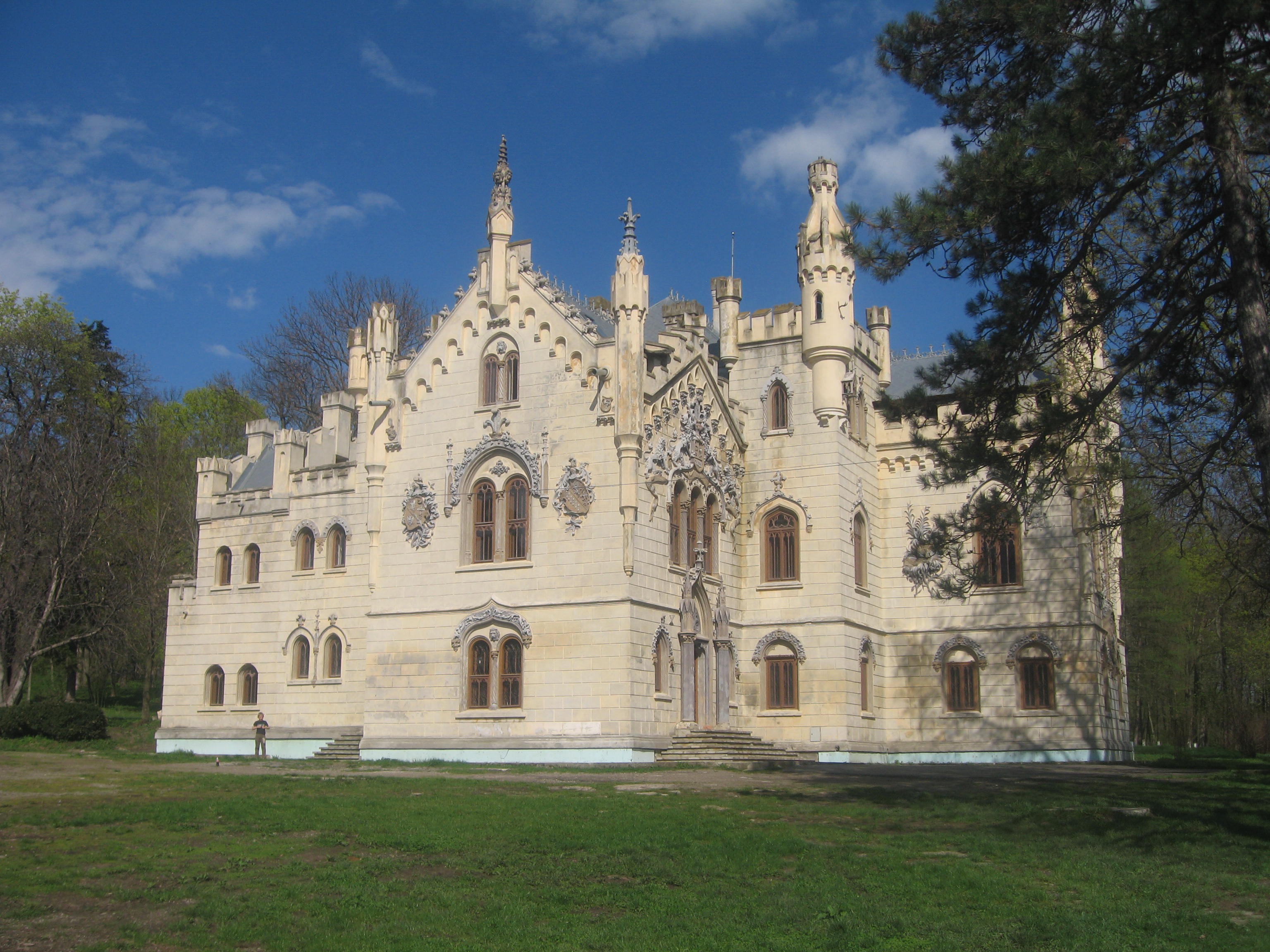
Schloss Sturza in Miclăuşeni

Sitz der Familie ist das Sturdza-Schloss (rumänisch Castelul Sturdza de la Miclăușeni) im Dorf Miclăușeni, 20 km von Roman und 65 km von Iași entfernt. Zwischen 1880 und 1904 baute George Sturdza an der Stelle eines alten Herrenhauses den heute bestehenden spätgotischen Komplex. Das Schloss wurde unter kommunistischer Herrschaft als Heim für Waisenkinder genutzt. Derzeit ist es Teil des historischen Klosterkomplexes Miclăușeni, der 2015 vom rumänischen Ministerium für Kultur und nationales Erbe ausgewiesen wurde.